# Русаков, Константин Викторович
Константи́н Ви́кторович Русако́в (18 [31] декабря 1909, Торопец, Псковская губерния, Российская империя — 29 декабря 1993, Москва, Российская Федерация) — советский партийный и государственный деятель. Секретарь ЦК КПСС (1977—1986). Имел ранг чрезвычайного и полномочного посла.

## Биография
Родился в семье полицейского.
В 1930 году окончил Ленинградский политехнический институт им. М. И. Калинина.
- В 1930—1931 годах — инженер-проектировщик Ленинградского отделения «Госпроектстроя» Наркомтяжпрома СССР.
- В 1931—1933 годах — инженер — заведующий строительным отделом Мясохладстроя наркомата пищевой промышленности СССР в Ленинграде.
- В 1933—1934 годах — главный инженер строительства Ленинаканского мясокомбината в Армянской ССР.
- В 1934—1935 годах — заместитель главного инженера Мясохладстроя в Ленинграде.
- В 1935—1939 годах — главный инженер и начальник строительства мясокомбината в Иркутске.
- В 1939—1941 годах — начальник технического отдела.
- В 1941 году — главный инженер Главрыбстроя наркомата рыбной промышленности СССР.
- В 1941—1944 годах — главный инженер отдела капитального строительства наркомата рыбной промышленности СССР.
- В 1944—1946 годах — главный инженер Центрального управления строительства наркомата рыбной промышленности СССР.
- В 1946—1948 годах — заместитель министра рыбной промышленности западных районов СССР.
- В 1948—1950 годах — заместитель министра рыбной промышленности СССР.
- С 6 февраля 1950 по 20 мая 1952 года — министр рыбной промышленности СССР.
- В 1952—1953 годах — заместитель министра рыбной промышленности СССР.
- В 1953 году — первый заместитель председателя Технического совета Министерства лёгкой и пищевой промышленности СССР.
- В 1953—1955 годах — заведующий отделом Управления делами Совета Министров СССР.
- В 1955—1956 годах — заместитель министра рыбной промышленности СССР.
- В 1956—1957 годах — первый заместитель министра рыбной промышленности СССР.
- В 1957—1960 годах — советник посольства СССР в ПНР.
- В 1960—1962 годах — в аппарате ЦК КПСС.
- С 14 февраля 1962 по 21 ноября 1963 года — чрезвычайный и полномочный посол СССР в МНР.
- В 1964—1965 годах — заместитель заведующего отделом ЦК КПСС по связям с коммунистическими и рабочими партиями социалистических стран.
- В 1965—1968 годах — первый заместитель заведующего отделом ЦК КПСС по связям с коммунистическими и рабочими партиями социалистических стран.
- В 1968—1972 годах — заведующий отделом ЦК КПСС по связям с коммунистическими и рабочими партиями социалистических стран.
- В 1972—1977 годах — помощник генерального секретаря ЦК КПСС.
- С 24 мая 1977 по 18 февраля 1986 года — секретарь ЦК КПСС и заведующий отделом ЦК КПСС по связям с коммунистическими и рабочими партиями социалистических стран.

Член ВКП(б) с 1943 года. Член ЦК КПСС в 1971—1986 годах. Член ЦРК КПСС в 1966—1971 годах.
Депутат Совета Национальностей Верховного Совета СССР 7—11 созывов (1966—1989) от Армянской ССР.
С 1986 года — на пенсии.
Похоронен на Донском кладбище.

### Семья
Дочь — Ольга (род. 1953), училась в МГИМО, за ней ухаживал агент ЦРУ Александр Огородник. В дальнейшем вышла замуж за Алексея Подберёзкина (род. 1953).

## Награды и звания
- Герой Социалистического Труда (1979)
- три ордена Ленина
- два ордена «Знак Почёта»